# Тајн и Вир
Тајн и Вир (енгл. Tyne and Wear) је традиционална грофовија Енглеске.